# めがねのキミと博物館
『めがねのキミと博物館』（めがねのキミとはくぶつかん）は、井ノ上ふきによる日本の4コマ漫画作品。芳文社『まんがタイムファミリー』にて2010年9月号から2012年11月号まで連載。

## 概要
風乃町（かぜのまち）に位置する「風乃町博物館」。その博物館に務める学芸員の香坂理歩子、館長の岩本鉄造、受付係内藤美枝、博物館を創立した銀田意知郎社長の孫で警備員の銀田志郎が少しSFチックな出来事に巻き込まれる日常を描いた作品である。

## 風乃町博物館
銀田社長が趣味で20年前に開館した。主に風乃町に関係する品々を展示しているが、客足は遠く1ヶ月で30人程度しか来館者がいない時もある。普通の博物館と違い屏風から獅子が出てきたり、時間が巻き戻る懐中時計で岩本が子供にまで遡ってしまうなど、普通では考えられない少し不思議な出来事が立て続けに起こっている。

## 登場人物
登場人物の特徴については単行本第1巻（第1話～第18話）を参照した。なお話数については単行本に掲載された作品順である。

### 風乃町博物館関係者
香坂理歩子
「風乃町博物館」学芸員。もじゃもじゃ頭と眼鏡がトレードマーク。幼い頃から博物館が大好きで仕事熱心であるが、天然系でよく物にぶつかることが多い。本好きでアパートの部屋は山積みとなった本の束で床が抜けないように1階にしている。食いしん坊でラーメンを3杯平らげれるほどである。
岩本鉄造
「風乃町博物館」館長。元々は銀田社長の側で運転手をしている普通の会社員であったが、社長が体調不良で入院したため館長となった。博物館についての知識は殆ど持っておらず、館長としての仕事より掃除など専ら雑用をしていることの方が多い。内藤曰く「断らない」のが彼の特技とのこと。
内藤美枝
「風乃町博物館」受付係。初登場は第2話。博物館のスタンプや立て看板を自前で作るなど手先が器用。香坂とはプライベートで食べ歩きをするなど仲が良い。
銀田志郎
「風乃町博物館」警備員。初登場は第8話。博物館を創立した銀田社長の孫であるが、大学を卒業しても就職先が見つからず社長から「好きに使ってくれ」との伝言で警備員となった。お調子者で好きなタイプは内藤のような女性であるが、香坂のようなぼんやり系も好みであるとのこと。
銀田意知郎
「風乃町博物館」創設者。趣味で博物館を作り、館長も務めていたが体調不良により館長の座を岩本に譲って現在は入院中の身。ただし博物館にこっそりと見学に訪れることもあるので、重病ではない模様。気むずかしい性格で初対面の人が行くと、照れて逃げてしまうことがある。顔は明らかにされていない。

### その他の登場人物
セールスマン
氏名不詳の若い女性。初登場は第7話。展示物の香りをリアルに演出する『香るくん』や剥製が動き出す『生きカエルくん』、イメージした物を何でも形作る「けむるくん」など、奇天烈で出所不明な道具ばかりを販売している。セールスはパートでやっているとのことで、初登場の際は館長の岩本へ強引に商品を売りつけようとした。

## 書籍情報
- 井ノ上ふき 『めがねのキミと博物館』 
  1. 2012年2月22日発行、2012年2月7日発売 芳文社《まんがタイムコミックス》  ISBN 978-4-8322-5048-2[9]
  2. 最終回までといぶんかとりっぷを収録して同人誌として刊行